# Paraíso FM
Paraíso FM é uma emissora de rádio brasileira sediada em Sobral, cidade do estado do Ceará. Opera no dial FM, na frequência 101,1 MHz, e faz parte do Grupo Oscar Rodrigues Júnior (GORJ), dirigida por Moses Rodrigues, que administra o Centro Universitário INTA.

## História
A emissora entrou no ar em 9 de novembro de 1988, na frequência 95,9 MHz. No mês seguinte, passou para a frequência 96,1 MHz onde permaneceu até 12 de novembro de 2012, quando passou para 101,1 MHz por determinação da Anatel.
A Paraíso FM teve como proprietários Franzé Loiola e Carolino Soares e era uma emissora essencialmente musical. Em junho de 2015, a emissora foi comprada pelo Grupo Oscar Rodrigues Júnior (GORJ), que assumiu a emissora em 13 de junho. A nova administração passou a inserir programas informativos na grade.
No dia 14 de junho de 2018, é publicado no Diário Oficial do Município de Sobral o Decreto nº 2055, assinado pelo prefeito Ivo Gomes, que desapropria o terreno onde está instalada a sede da Paraíso FM. A ação faz parte do Projeto de Urbanização do Alto do Cristo, que prevê uma requalificação da região do Alto do Cristo. O decreto é definido como "ditatorial" pelo site Ceará News 7, pertencente ao grupo que controla a Plus FM Sobral, outra rádio que fica nessa sede, uma vez que atacaria emissoras que são críticas à gestão de Ivo Gomes, no caso a Paraíso FM e a Plus FM, que também recebeu decreto de desapropriação de terreno.